# Вест-Фейрв'ю (Пенсільванія)
Вест-Фейрв'ю (англ. West Fairview) — переписна місцевість (CDP) в США, в окрузі Камберленд штату Пенсільванія. Населення — 1138 осіб (2020).

## Географія
Вест-Фейрв'ю розташований за координатами 40°16′43″ пн. ш. 76°55′15″ зх. д. / 40.27861° пн. ш. 76.92083° зх. д. (40.278571, -76.920797).  За даними Бюро перепису населення США в 2010 році переписна місцевість мала площу 0,87 км², з яких 0,83 км² — суходіл та 0,03 км² — водойми.

## Демографія
Згідно з переписом 2010 року, у переписній місцевості мешкали 1282 особи в 543 домогосподарствах у складі 324 родин. Густота населення становила 1479 осіб/км².  Було 598 помешкань (690/км²).
Расовий склад населення:
| - 92,5 % — білих - 3,4 % — чорних або афроамериканців - 1,2 % — азіатів - 0,2 % — корінних американців - 1,0 % — осіб інших рас |

До двох чи більше рас належало 1,6 %. Частка іспаномовних становила 3,8 % від усіх жителів.
За віковим діапазоном населення розподілялося таким чином: 23,3 % — особи молодші 18 років, 65,4 % — особи у віці 18—64 років, 11,3 % — особи у віці 65 років та старші. Медіана віку мешканця становила 37,1 року. На 100 осіб жіночої статі у переписній місцевості припадало 95,1 чоловіків;  на 100 жінок у віці від 18 років та старших — 96,6 чоловіків також старших 18 років.
Середній дохід на одне домашнє господарство  становив 60 145 доларів США (медіана — 49 318), а середній дохід на одну сім'ю — 57 221 долар (медіана — 48 011). За межею бідності перебувало 10,0 % осіб, у тому числі 7,9 % дітей у віці до 18 років та 7,0 % осіб у віці 65 років та старших.
Цивільне працевлаштоване населення становило 722 особи. Основні галузі зайнятості: освіта, охорона здоров'я та соціальна допомога — 20,4 %, публічна адміністрація — 19,1 %, виробництво — 14,8 %.